# Ascotis inversa
Ascotis inversa là một loài bướm đêm trong họ Geometridae.